# Фрэнк, Скотт (боксер)
Cкотт Фрэнк (англ. Scott Frank; род. 30 марта 1958, Окленд, Нью-Джерси) — американский боксёр-профессионал, выступавший в тяжёлой весовой категории. Бывший претендент на звание чемпиона мира по версии WBC. Получил известность после того, как добровольно предложил свою кандидатуру для добровольной защиты титула действующему чемпиону мира Ларри Холмсу, что стало единственным прецедентом такого рода в карьере Холмса.

## Ранние годы
Скотт Фрэнк родился 30 марта 1958 года в районе Окленд округа Берген, штат Нью-Джерси. В школьные годы Скотт много времени проводил на улице и нередко участвовал в разрешении конфликтных ситуаций с учениками из других школ посредством драк. В уличных боях Фрэнк заработал репутацию в округе как одного из самых сильных бойцов и в 1974 году решил серьезно заняться боксом. Его первым тренером стал Лу Дива, который вскоре познакомил Фрэнка с известным тренером из Нью-Йорка Чико Феррара, который впоследствии стал тренером Скотта. Под руководством Феррара, Скотт выиграл в 1977 году турнир «Золотые перчатки» среди боксеров штата Нью-Джерси. Любительская карьера Фрэнка продолжалась 28 боев, в которых он одержал 25 побед и 3 раза потерпел поражение. Одну из самых заметных побед на любительском уровне Скотт Фрэнк одержал над Петером Хуссингом, бронзовым призёром летних Олимпийских игр в Мюнхене (1972). В начале 1978 года Фрэнк принял решение заняться подготовкой к профессиональной карьере.

## Профессиональная карьера
Первым профессиональный бой Скотта Фрэнка состоялся 2 мая 1978 года. Его первым противником был откровенно слабый боксер Джо Мэй, имевший в своем активе 32 боя и 27 поражений. Этот бой Фрэнк выиграл по очкам. 13 июня 1978 года Фрэнк вышел на ринг против Джонни Блэйна, который также считался слабым боксером. Фрэнк нокаутировал Блэйна в 1-м раунде и одержал первую победу нокаутом. Одержав еще две победы над начинающими боксерами, в сентябре 1978 года Фрэнк вышел на ринг против опытного и известного боксера Чака Вепнера. Это был первый 12-раундовый бой для Скотта и первый серьезный противник в его карьере. Но на момент боя Вепнеру было уже 39 лет и в силу возраста он мало что мог противопоставить молодому и техничному Скотту. Бой продолжался все отведенные 12 раундов, по окончании которых Фрэнку присудили победу единогласным решением судей. После этого боя Вепнер ушел из бокса. После победы над Вепнером, Фрэнк встретился с опытным Чарли Харрисом, в активе которого были бои с Флойдом Паттерсоном и Кеном Нортоном . Харриса Фрэнк нокаутировал в 3 раунде. В апреле 1979 года Фрэнк вышел на бой с начинающим боксером Джеймсом Ридом. Бой продолжался 8 раундов. Рид продемонстрировал неплохой потенциал и был близок к победе, но решением большинства судей, победа с преимуществом в 1 раунд был присуждена Скотту Фрэнку. Через 3 месяца, 31 июля 1979 года Фрэнк нокаутировал малопримечательного Дона Мартина, который после поражения покинул бокс. Одержав еще 1 победу, Фрэнк в январе 1980 года встретился с опытным Роном Стэндером, бывшим претендентом на титул чемпиона мира. Стэндер был нокаутирован в 1-м раунде. Скотт одержал 11 победу подряд. Следующие 5 боев Фрэнк провел против малоизвестных и малопримечательных бойцов, которые выиграл нокаутом, после чего в марте 1982 года встретился с перспективным Ринальдо Снайпсом. В активе Снайпса было 22 победы и титульный бой за звание чемпиона мира, который он проиграл Ларри Холмсу в ноябре 1981 года. Бой Фрэнк-Снайпс продолжался все отведенные 10 раундов и по окнчании его судьи дали спорную ничью, часть экспертов посчитала что Скотт Фрэнк победил. После этого боя карьера Ринальдо Снайпса пошла на спад. В декабре 1982 года Фрэнк победил по очкам с разгромным счетом джорнимена Майка Джеймсона, а в феврале 1983 года вышел на ринг против джорнимена Стива Зоуски. Зоуски выдал неплохой бой и несколько раз смог потрясти Фрэнка, но под конец боя устал и последние раунды прошли при небольшом преимуществе Фрэнка. По окончании 10 раундов победа с небольшим преимуществом была присуждена Фрэнку. Осенью 1983 года Фрэнк был объявлен претендентом на титульный бой.

## Титульный бой за звание чемпиона мира против Ларри Холмса
Несмотря на то, что по состоянию на 1983 год Скотт Фрэнк занимал лишь 10-ю позицию в рейтинге WBC, осенью 1983 года Ларри Холмса обязали провести добровольную защиту титула перед обязательной, которая должна была состояться в 1984 году против Грега Пейджа, занимашего на тот момент 2-ю позицию в рейтинге WBC. Команда Скотта Фрэнка обратилась к команде Холмса летом 1983 года, предложив кандидатуру Фрэнка в качестве претендента для добровольной защиты. Холмс дал согласие. Перед боем Скотт Фрэнк заявил, что вне зависимости от исхода боя, покинет бокс, так как сам факт титульного боя для него является наивысшим достижением в карьере. Бой состоялся 10 сентября 1983 года в Атлантик-Сити. Скотт уступал чемпиону в скорости и маневренности и мало что мог противопоставить. Холмс с помощью джеба держал претендента на расстоянии и активно атаковал, доминируя по ходу поединка. В 4 раунде, ввязавшись в открытый бой, Фрэнк пропустил множество ударов и ушел в глухую оборону. В 5 раунде Фрэнк ссылаясь на травму лицевой кости, прекратил сопротивляться. Рефери остановил бой, зафиксировав победу Холмса техническим нокаутом. После поражения Фрэнк покинул бокс на 4 года. В мае 1987 года он вернулся на ринг, встретившись со слабым боксером Стэном Джонсоном, в активе которого был 21 бой, 19 из которых он проиграл. В бою с Джонсоном Скотт одержал победу нокаутом в 1-м раунде. Но заявив о потере мотивации и интереса к боксу, снова покинул бокс на 10 лет. 1 мая 1997 года Фрэнк предпринял очередную попытку возвращения на ринг, встретившись с начинающим боксером Дереком Эмосом. В этом бою Скотт одержал победу нокаутом в 5-м раунде, после чего ушел из бокса окончательно.

## После бокса
После завершения карьеры, Скотт Фрэнк занимался общественной деятельностью в штате Нью-Джерси. В 2009 году Фрэнк взывал к общественности к принятию коллективных усилий по преодолению проблем бывших боксеров, которые в большинстве случаев после завершения профессиональной карьеры испытывают проблемы со здоровьем, материальные трудности и проблемы социальной интеграции. Заявление Фрэнка последовало после того, как выяснилось что бывший чемпион мира во втором полулёгком весе Рокки Локридж после завершения профессиональной карьеры страдал тяжелой наркозависимостью, испытывал проблемы со здоровьем и проживал в приюте для бездомных в городе Камден..